# Експортна блокада України Росією

Черги фур з українськими товарами на під'їзді до кордону з Росією, 15 серпня 2013 року

Торговельна експортна блокада України Російською Федерацією — торгово-економічне протистояння, яке виникло внаслідок внесення 14 серпня 2013 року митною службою Росії усіх українських імпортерів до переліку «ризикованих», що призвело до фактичної блокади поставок товарів з України до Росії.

## Передумови
З 20-х чисел липня 2013 року російські митники розпочали безпричинну тотальну перевірку всіх транспортних засобів, які перевозили продукцію українських товаровиробників. Це призвело до того, що вантажі простоювали на кордоні.
29 липня 2013 року російська санітарна служба ввела заборону на постачання до Російської Федерації продукції компанії Roshen через нібито виявлені порушення після експертизи. Втім, кілька країн, які імпортують солодощі Roshen, після проведеної перевірки, заявили, що не мають претензій до продукції компанії. На думку директора економічних програм Центру Разумкова Василя Юрчишина, у забороні на постачання до Російської Федерації продукції компанії Roshen є елемент російської політики проти України. В ЗМІ це протистояння отримало назву «Шоколадна війна».
На перше півріччя 2013 року частка Росії в українському експорті становила 23,7%.
З кінця липня 2013 року до початку повного блокування близько 40-ка українських компаній потрапили до «списків ризику» російської митниці.

## Хід подій

### 2013
14 серпня 2013 року митна служба Російської Федерації внесла до переліку «ризикових» усіх українських імпортерів. Такі дії спричинили фактичну блокаду поставок товарів з України до Росії. На прикордонних перепускних пунктах з України до Росії стали утворюватися черги із сотень фур та залізничних вагонів з українськими товарами. На ранок 15 серпня лише на одному з пунктів контролю — станції Брянськ-Льговський — перебували в стані очікування близько 1000 вагонів з українським вантажем. При цьому низка українських компаній, у тому числі постачальників овочів і фруктів, курятини, кондитерських виробів, вин, а також металургійної продукції, повідомили про наявність проблем з митним оформленням їхніх товарів на кордоні з Росією. Компанія «Оболонь» взагалі призупинила експорт продукції в Російську Федерацію.
18 серпня 2013 року радник президента Російської Федерації Сергій Глазьєв заявив, що у разі підписання Україною угоди про асоціацію з Європейським Союзом митне адміністрування з боку Росії може бути посилене.
19 серпня 2013 року Міністерство доходів і зборів України та Федеральна митна служба Росії в ході переговорів домовилися про те, що додаткові процедури митного контролю щодо українських товарів не застосовуються, товари українських підприємств перетинають російську митницю в штатному режимі.
20 серпня 2013 року Міністерство доходів і зборів України та Федеральна митна служба Росії оголосили про закінчення торговельної війни.
21 серпня 2013 року Микола Азаров зазначив, що Федеральна митна служба Російської Федерації принесла свої вибачення учасникам зовнішньоекономічної діяльності, які зіткнулися з проблемами поставок товарів з України до Росії.
Тим часом на українському кордоні російські митниці продовжують працювати з «додатковими процедурами контролю».
20 вересня 2013 року з'явилась інформація про те, що російська митниця нібито пропускає українські товари у звичайному режимі, без додаткових перевірок. Про це повідомило «Укрінформ» із посиланням на урядового уповноваженого з питань співпраці з Російською Федерацією, державами-учасниками СНД, ЄврАзЕС та іншими регіональними об'єднаннями Валерія Мунтіяна.
17 жовтня 2013 року з'явилась інформація про те, що на кордоні з Росією знову посилився митний контроль за українською кондитерською продукцією. Про це заявив міністр аграрної політики і продовольства України Микола Присяжнюк.
31 жовтня 2013 року з'явилась інформація про те, що відповідні органи Російської Федерації розпочали нові заходи «щодо забезпечення дотримання митного транзиту, що стосуються товарів, які ввозяться на територію Митного союзу». Згідно з інформацією, такі нововведення почали діяти з 28 жовтня. Через це багато фур з експортним товаром з України не могли в'їхати на територію Росії.
12 листопада 2013 року Росія запровадила нові правила перевезення вантажів, через що на українсько-російському кордоні в бік Росії знову стали утворюватись черги з фур.

### 2014
У ніч з 28 на 29 січня 2014 року Росія посилила процедуру митного контролю. Про це заявила Асоціація міжнародних автоперевізників (АМАУ) і Федерація роботодавців. Практично всі вантажі, що прямують з України до Росії, тепер підлягають повному перевірянню. Перевізник за свій рахунок повинен вивантажити всю продукцію на кордоні. Там її зважать, перевірять сертифікати відповідності. Вся процедура такого оформлення займає до 15 робочих днів.
На початку квітня 2014 року Росія заборонила імпорт українських цукерок, шоколаду і твердих сирів, а також заблокувала транзит українського цукру до Середньої Азії. У відповідь Україна забракувала російські цукерки, сир і рибу.

### 2018
18 лютого 2018 року, розпочалось безпідставне блокування транзиту українських товарів в пропускному пункті Гоптівка на кордоні з РФ. На офіційний запит ДПСУ російська сторона не відповіла.
Від осіб, які подорожують з Росії, надійшла інформація, що пропуск вантажних транспортних засобів не здійснюється через нібито через несправність рентгенівського обладнання для догляду вантажів Rapiscan-system[джерело?].
Також затримки  виникли на пунктах пропуску Бачівськ та Катеринівка[джерело?].

## Реакція

### Реакція української влади
Протягом 2013-2018 років Росія запровадила низку антиконкурентних заходів, спрямованих на обмеження українського експорту до РФ та країн Середньої Азії. В зв'язку з цим українська сторона подала 3 позови на РФ в ВТО.
В серпні 2017, торговий представник України Наталія Микольська заявила про підготовку 4-го позову.

### Реакції громадськості

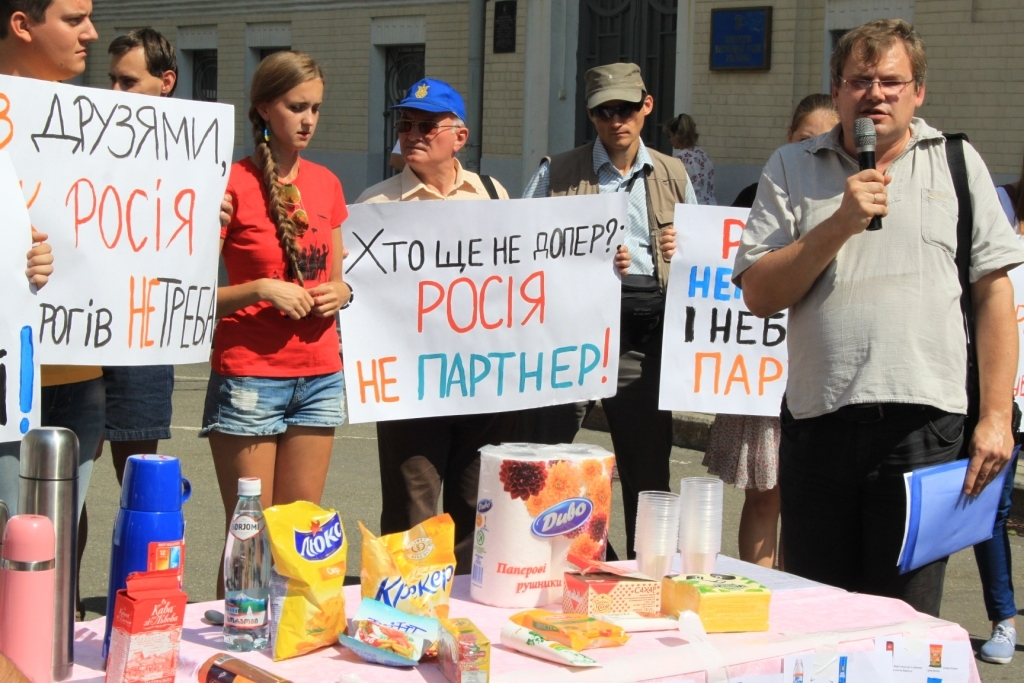
Акція руху «Відсіч» під Адміністрацією Президента України з вимогою адекватної відповіді України на торговельну блокаду Росією, 22 серпня 2013 року

З 14 серпня 2013 року, з початком блокади, Громадянський рух «Відсіч» у соціальних мережах закликав бойкотувати російські товари у зв'язку з блокадою Росії українських товарів. Повідомлення масово поширилось соціальними мережами. 22 серпня активісти під стінами Адміністрації Президента України провели акцію, під час якої оголосили про початок кампанії бойкоту російської продукції. Активісти розпочали широкомасштабну кампанію в інтернеті із залучення волонтерів та активістів до діяльності. З 24 серпня вони масово поширювали листівки із закликом бойкоту в десятках міст України. З листопада в рамках кампанії активісти також почали поширювати листівки із закликами не купувати товари в конкретних російських магазинів брендового одягу та не обслуговуватися в конкретних російських банках. Не рідко активісти, що поширюють листівки, наштовхуються на перешкоджання та напади з боку невідомих, приватної охорони чи міліції. Із початком Євромайдану у листопаді 2013 року кампанія втратила системний характер. Однак, активісти оголосили про відновлення кампанії у березні 2014 року після початку «Кримської кризи» та вторгнення Росії в Україну.

### Міжнародна реакція
28 серпня 2013 року Комітет Європарламенту з питань закордонних справ провів екстрене засідання у зв'язку з ситуацією в Єгипті та Україні. Ініціатором позачергового засідання став голова комітету Елмар Брок. Комітет підтримав Україну в торговельному конфлікті з Росією. Було вирішено вказати на це під час саміту Великої двадцятки в Санкт-Петербурзі й ухвалити резолюцію на підтримку України.
Уряд Німеччини, коментуючи торговельну блокаду, закликав Росію поважати право України на тісні відносини з Європейським Союзом.
12 вересня 2013 року Європейський парламент ухвалив резолюцію щодо тиску Росії на країни Східного партнерства й закликав керівництво Європейського союзу захистити Україну, Молдову та Вірменію. Європейський парламент закликав Європейську комісію та Європейську службу з питань зовнішньої діяльності розглядати дії Росії як такі, що виходять за межі економіки і мають політичний вимір. Щодо України в резолюції згадані «санкції проти українського експорту».
25 вересня 2013 року Європейський парламент у відповідь на тиск Росії на країни Східного партнерства підтримав запровадження обмежень на імпорт російських товарів у відповідь на такі самі дії Росії проти країн Східного партнерства. У разі запровадження Росією візових обмежень щодо громадян цих країн — отримає «дзеркальні» заходи щодо власних громадян. Окрім того, Комітет закордонних справ Європейського парламенту попросив домогтися того, аби російські компанії діяли цілком відповідно до європейських законів.
23 листопада 2013 року, після оголошення Кабінетом Міністрів України призупинення процесу підписання угоди про асоціацію України з ЄС та після початку Євромайдану, канцлер Німеччини Ангела Меркель заявила, що прагне поговорити з президентом Росії Володимиром Путіним щодо припинення тиску на Україну.

## Причини блокади
Згідно з розслідуванням видання «Дзеркало тижня», метою блокади Кремлем української продукції є тиск на українську владу задля зриву підписання Угоди про асоціацію України з Європейським Союзом. Видання характеризує події як відкриття Москвою першого фронту «економічної війни» проти України. У розслідуванні зазначено, що Росія хоче зберегти свій вплив над Україною. Якщо її план не спрацює, вона висуватиме власного кандидата на президентських виборах, які мали відбутися у 2015 році в Україні.
З початком внесення усіх українських імпортерів до переліку «ризикованих» Федеральна митна служба Росії не коментувала свої дії.

### Думки експертів і політиків
- Український політолог, політтехнолог, аналітик, директор Інституту глобальних стратегій Вадим Карасьов вважає: «Причинами таких дій Російської Федерації є наміри України підписати Угоду про Асоціацію і зону вільної торгівлі з Європейським Союзом. Тобто про економічну інтеграцію з Європейським Союзом. Тому Росія для того, щоб якщо не зірвати, то ускладнити процес підписання Угоди про Асоціацію України і ЄС на Вільнюському саміті в листопаді 2013 року, переходить від локальних, тимчасових торгових конфліктів і війн, до повномасштабної економічної блокади України.»[35]
- Прем'єр-міністр України Микола Азаров:
  - пов'язує проблеми у торговельних відносинах з Росією з розвитком і структуруванням «Митного союзу» (15 серпня 2013 року)[36];
  - «Митні проблеми з поставками українських товарів до Росії відбулися через те, що українські підприємства не відреагували на попередження російської митниці про можливі зміни режиму.» (21 серпня 2013 року)[14].
- Міністр закордонних справ Швеції Карл Більдт заявив, що Росія почала торговельне протистояня з Україною, щоб блокувати її відносини з Європейським Союзом (16 серпня 2013 року).[37]
- Міністр закордонних справ Литви Лінас Лінкявічус назвав запровадження Росією інтенсивних перевірок усіх українських товарів, що перетинають російський кордон, явною реакцією на намір Києва підписати угоду про асоціацію з ЄС.[38]
- Російський аналітик Олексій Портанський, професор факультету світової економіки та світової політики ВШЕ, припускає, що в такий жорсткий спосіб Москва намагається дати зрозуміти офіційному Києву, що економічні інтереси України — на російському ринку.[8]
- Співголова «Ділової Росії» Антон Данилов-Данільян: «Не думаю, що ця історія має політичне підґрунтя. Дії наших митників на російсько-українському кордоні говорять про те, що вони вирішили подивитися, де у нас найістотніші недобори при імпорті, і заткнути саме ці дірки».[8]
- На думку голови комітету Держдуми у справах СНД Леоніда Слуцького, це — всього лише бюрократичне питання, адже Україна не є членом Митного союзу. Слуцький сподівається, що до кінця серпня 2013 року митні служби обох країн подолають усі труднощі.[8]
- Член політради Партії регіонів Олексій Плотніков заявив, що нинішню торговельно-економічну ситуацію, що склалася між Україною і Росією, не варто кваліфікувати як війну, лише як прояв паніки російської сторони, що програла (2 вересня 2013 року)[39].
- На думку екс-президента України Віктора Ющенка, торговельна війна, яку по суті розпочала Росія щодо України, є свідченням досягнення політичних цілей методами економічного шантажу, а справжня ціль Росії – остаточне позбавлення України державної незалежності[40].

## Наслідки блокади
За оцінками Федерації роботодавців України станом на початок блокади, втрати України від дій Росії можуть сягнути $2—$2,5 млрд у другому півріччі 2013 року.
За даними українських експертів станом на 22 серпня 2013 року, 10-денна блокада на російському кордоні може «вдарити» по окремих виробниках, однак в масштабах України збитки невеликі — близько 500 млн грн. Експерти також переконані, що непрогнозовані дії Москви «змусять» українських підприємців шукати нові ринки збуту своєї продукції, а також «охолодять запал» прихильників вступу до «Митного союзу».
24 серпня 2013 року на Радіо «Свобода» вийшла стаття депутата Європейського парламенту Павела Коваля, у якій він висловив думку, що ситуація з напруженістю у відносинах Києва та Москви — це лише вступ до тиску, який триватиме й надалі.
Соціолог, директор фонду «Демократичні ініціативи» Ірина Бекешкіна переконана, що Україна станом на кінець серпня 2013 року виграє інформаційну війну з Росією. Однак, за словами експерта, Росія посилюватиме інформаційний і економічний вплив на Україну. Старший радник посольства Російської Федерації в Україні Ігор Севастьянов опосередковано підтвердив останню тезу, назвавши блокаду «репетицією».
Також, за повідомленням Радіо Свобода з посиланням на керівників відповідних підприємств, наприкінці серпня 2013 року стало відомо, що частина українських виробників через торговельне протистояння України з Росією переорієнтовується на інші ринки. Натомість, частина взагалі не відчуває проблем з експортом.
Представники Європейського Союзу висловлюють готовність запровадити додаткові кроки для підтримки України — від спрощення візового режиму до фінансової допомоги. До того ж, ЄС розмірковує над можливістю ускладнення доступу до свого ринку російському імпорту.